# Stockaryd
Stockaryd ist ein Ort (tätort) in der schwedischen Provinz Jönköpings län und der historischen Provinz Småland. Er ist Teil der Gemeinde Sävsjö.

## Geschichte
Das Ortsgebiet war schon in vorgeschichtlicher Zeit besiedelt. Das im Ort befindliche Gräberfeld von Stockaryd aus der Eisenzeit geht hierauf zurück.
Als die südschwedische Eisenbahnstrecke Södra stambanan 1864 fertiggestellt wurde, wuchs das Bauerndorf Stockaryd schnell und wurde eine Ortschaft. In den Jahren 1906 und 1907 entstand die Kirche von Stockaryd, die einen Vorgängerbau vom Ende des 17. Jahrhunderts ersetzte. Die Blütezeit des Orts war zirka zwischen 1920 und 1970. Danach begannen die Bevölkerungszahlen zu sinken. Aus diesem Grund sind die Hauspreise verhältnismäßig niedrig. Es gibt auch nur wenige Mietwohnungen.

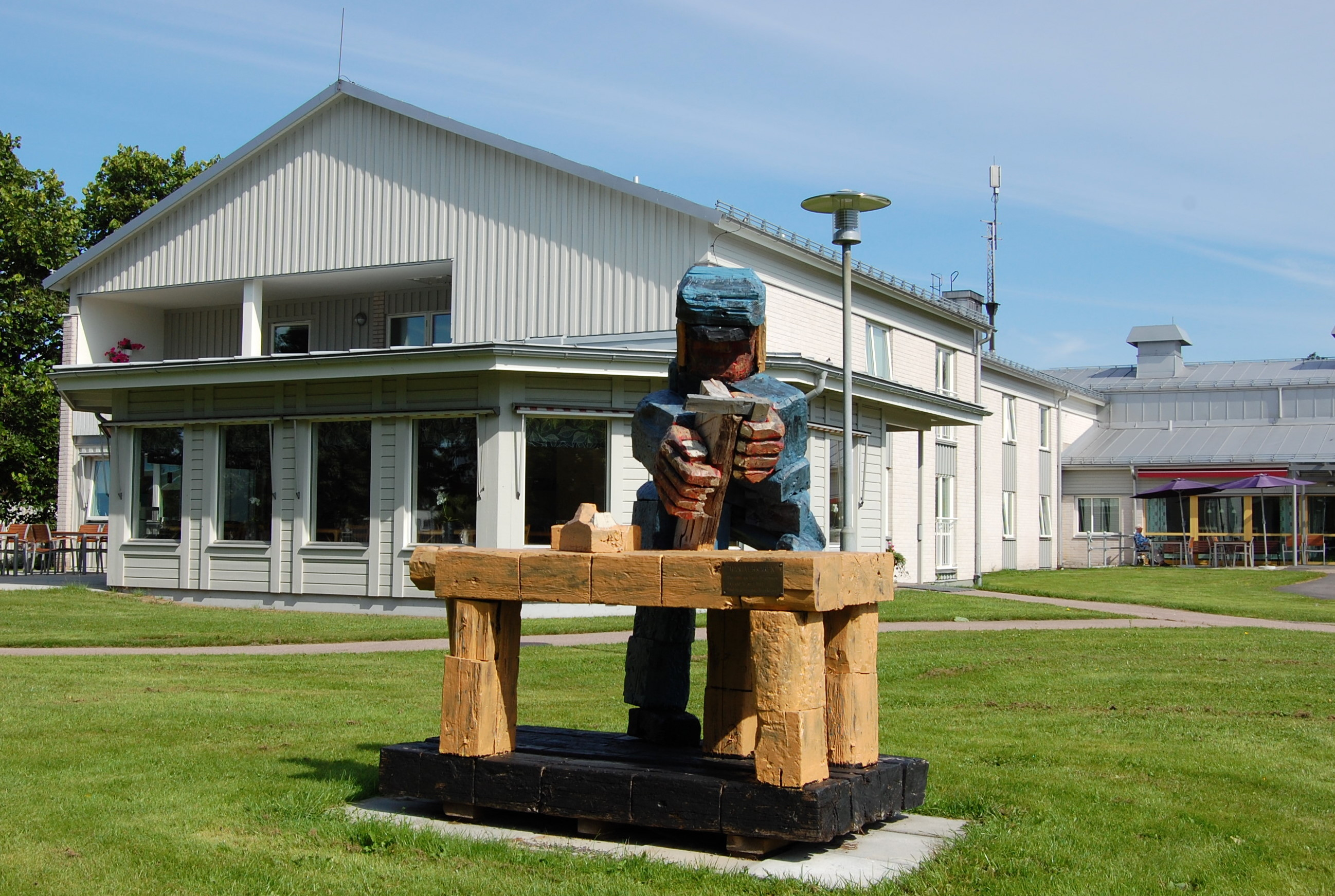
Skulptur in Stockaryd

Stockaryd ist ab den 1950er Jahren Zentrum der schwedischen Hobelbankherstellung.

## Persönlichkeiten
In Gostad, in der Nähe Stockaryds, wurde der schwedische Physiker und Ozeanograph Vagn Walfrid Ekman (1874–1954) geboren. Die schwedische Schauspielerin Kerstin Moheden kam 1917 in Stockaryd auf die Welt.